# لاوتا (مارینبرگ)
لاوتا (به آلمانی: Lauta) یک منطقهٔ مسکونی در آلمان است که در مارینبرگ (ارتسگبیرگه) واقع شده‌است. لاوتا ۳۶۹ نفر جمعیت دارد.